# NGC 3511
NGC 3511 (również PGC 33385 lub UGCA 223) – galaktyka spiralna z poprzeczką (SBc), znajdująca się w gwiazdozbiorze Pucharu. Odkrył ją William Herschel 21 grudnia 1786 roku. Należy do galaktyk Seyferta typu 1.